# Gunungiella pantchatrimchi
Gunungiella pantchatrimchi är en nattsländeart som beskrevs av Schmid 1968. Gunungiella pantchatrimchi ingår i släktet Gunungiella och familjen stengömmenattsländor. Inga underarter finns listade i Catalogue of Life.